# Ormenio
Ormenio (in greco Ορμένιο?, in bulgaro Черномен o Чирмен o Чермен?, Černomen, Čirmen, Čermen, in turco Çirmen) è una località del comune di Orestiada, nella periferia della Macedonia Orientale e Tracia, nell'estremo nord-est della Grecia.

## Geografia
Ormenio è la località più settentrionale di tutta la Grecia. È situata nella vallata dell'Evros, lungo la sponda destra del fiume, a soli 7 km dal confine con la Bulgaria oltre il quale si estende la cittadina di Svilengrad. 
Ormenio è situata a 45 km a nord-ovest di Orestiada, a 158 km a nord di Alessandropoli ed a 36 km ad ovest della città turca di Edirne.

## Storia
Il 23 maggio 1327 vi fu siglato un trattato tra l'imperatore bizantino Andronico III Paleologo e lo zar bulgaro Michele Sisman. Nel 1371 gli Ottomani vi sconfissero i Serbi in una grande battaglia tra i Serbi che consentì loro negli anni successivi di potersi espandere rapidamente verso la Macedonia e la Grecia ed intraprendere la conquista di tutti i Balcani. In epoca ottomana fu sede di un sangiaccato sino al 1829.
Conquistato dall'esercito bulgaro nella prima guerra balcanica, fu incendiato dalle truppe ottomane nel corso della seconda guerra balcanica. Nel 1913 fu assegnato alla Bulgaria dal trattato di Bucarest. Al termine della prima guerra mondiale, in virtù del trattato di Neuilly fu ceduto alla Grecia. A seguito dello scambio di popolazioni occorso al termine della guerra greco-turca, Ormenio fu ripopolato da centinaia di famiglie greche provenienti dall'Asia Minore e dalla zona di Ortaköy.
Nel 1997, in seguito alla riforma Kapodistrias, il comune di Ormenio fu sciolto ed annesso a quello di Trigono. Nel 2011, con l'approvazione del piano Callicrate il comune di Trigono fu fatto confluire in quello di Orestiada.

## Infrastrutture e trasporti

### Strade
Ormenio è attraversata dalla strada nazionale 51, che forma l'ultimo troncone della Strada europea E85, che dalla frontiera bulgara giunge sino al porto di Alessandropoli.

### Ferrovie
Ormenio dispone di una stazione, l'ultima in territorio greco, lungo la ferrovia Alessandropoli-Svilengrad.